# Wiesenlandschaft bei Balingen
Wiesenlandschaft bei Balingen este o arie protejată (sit de importanță comunitară — SCI, arie de protecție specială avifaunistică — SPA) din Germania întinsă pe o suprafață de 969,45 ha, integral pe uscat.

## Localizare
Centrul sitului Wiesenlandschaft bei Balingen este situat la coordonatele 48°17′29″N 8°49′43″E / 48.2914°N 8.8286°E.

## Înființare
Situl Wiesenlandschaft bei Balingen a fost declarat arie de protecție specială avifaunistică în noiembrie 2007 pentru a proteja 13 specii de animale. Situl a fost protejat și ca sit de importanță comunitară în noiembrie 2007.

## Biodiversitate
Situată în ecoregiunea continentală, aria protejată nu include niciun habitat protejat.
La baza desemnării sitului se află mai multe specii protejate de  păsări (13): prepeliță (Coturnix coturnix), cristeiul de câmp (Crex crex), presură sură (Emberiza calandra), șoimul rândunelelor (Falco subbuteo), muscar-gulerat (Ficedula albicollis), capîntortură (Jynx torquilla), sfrâncioc roșiatic (Lanius collurio), sfrâncioc mare (Lanius excubitor excubitor), sfrâncioc cu cap roșu (Lanius senator), gaia neagră (Milvus migrans), gaia roșie (Milvus milvus), ciocănitoare verzuie (Picus canus), mărăcinar (Saxicola rubetra)